# Anolis ginaelisae
Anolis ginaelisae is een hagedis behorend tot het ondergeslacht van de reuzenanolissen (Dactyloa) uit de familie anolissen (Dactyloidae). De soort komt endemisch voor in Panama.

## Taxonomie
Anolis ginaelisae werd in 2013 afgesplitst van Anolis microtus op basis van nieuw onderzoek. Anolis microtus bleek in Panama alleen in het westen van de provincie Bocas del Toro voor te komen.

## Verspreiding
Anolis ginaelisae komt voor in de Cordillera de Talamanca en de Serranía de Tabasará van Volcán Barú in Chiriquí tot Cerro Santiago in Ngöbe-Buglé. De soort leeft in regenwoud en nevelwoud op hoogtes van 1.370 tot 2.130 meter boven zeeniveau.

## Uiterlijke kenmerken
Anolis ginaelisae is een grote anolis met een kopromplengte tot 112 mm een staart van ongeveer 244 mm lang.

## Leefwijze
Anolis ginaelisae houdt zich met name op in vegetatie tot zes meter boven de grond. Het voedt zich met insecten.